# Atlanta Braves

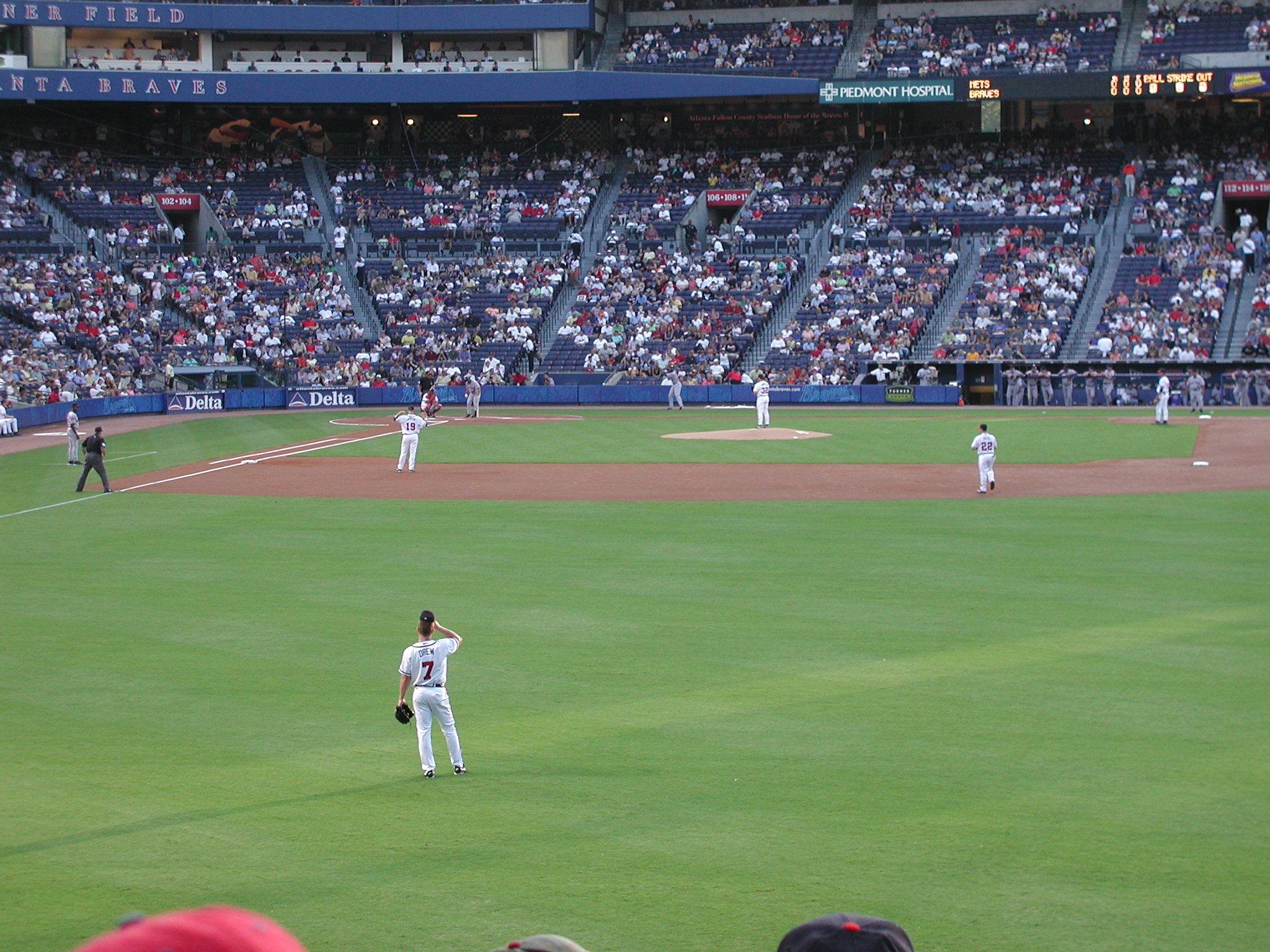
Turner Field - domácí hřiště Braves do roku 2016

Atlanta Braves je profesionální baseballový klub z Major League Baseball, patřící do východní divize National League.
Za svou historii se tento klub několikrát stěhoval a měnil jméno:
- Boston Red Caps, 1871–1882
- Boston Beaneaters, 1883–1906
- Boston Doves, 1907–1910
- Boston Rustlers, 1911
- Boston Braves, 1912–1935
- Boston Bees, 1936–1940
- Boston Braves, 1941–1952
- Milwaukee Braves, 1953–1965
- Atlanta Braves, 1966–současnost

Braves mají na svém kontě deset vítězství v National League. Čtyřikrát dokázali zvítězit také ve Světové sérii:
- Světová série: 1914, 1957, 1995, 2021
- Ostatní vítězství v NL: 1948, 1958, 1991, 1992, 1996, 1999